# Kate Cassidy
Ne doit pas être confondu avec Katie Cassidy.
Kate Cassidy est une chanteuse et musicienne écossaise, née en 1963 à Blantyre, près de Glasgow. 

## Discographie
- In your hands (1997, réédition en 2008)
- Shaming the devil (env. 2003,  CD Unsigned)
- MBAF live - Break the barrier (2006, avec la groupe allemande MBAF, edition limitée, MBAF Productions)
- Private Night Session (2009, avec Charlie Fabert, edition limitée distribuée lors d'un concert)
- Lookin' up for light (avec Charlie Fabert, enregistrée 2008 et 2009, Date non annoncée)